# John Dodson (kampsportare)
John Thomas Dodson III, född 26 september 1984 i Albuquerque, är en amerikansk MMA-utövare som sedan 2011 tävlar i organisationen Ultimate Fighting Championship.